# Gerszom
Gerszom – pierwszy syn Mojżesza i Sefory. Jego imię znaczyło tyle co cudzoziemiec (Jestem cudzoziemcem w obcej ziemi). Miał syna o imieniu Jonatan.